# Maro Engel
Maro Engel, född den 27 augusti 1985 i München, Tyskland, är en tysk racerförare som tävlar för Venturi i Formel E.

## Racingkarriär
Engel inledde sin karriär i formel BMW ADAC 2002, där han slutade på åttonde plats. Efter några anonyma år, utan ett riktigt genombrott slog Engel igenom på allvar med en femteplats i det Brittiska F3-mästerskapet 2006 för Carlin Motorsport, vilket han följde upp med samma team 2007 genom att bli tvåa i samma serie. 2008 körde Engel i DTM för Mercedes, men han nådde inga poäng i den gamla bilen, men höll ofta jämna steg med Ralf Schumacher, som hade samma material.

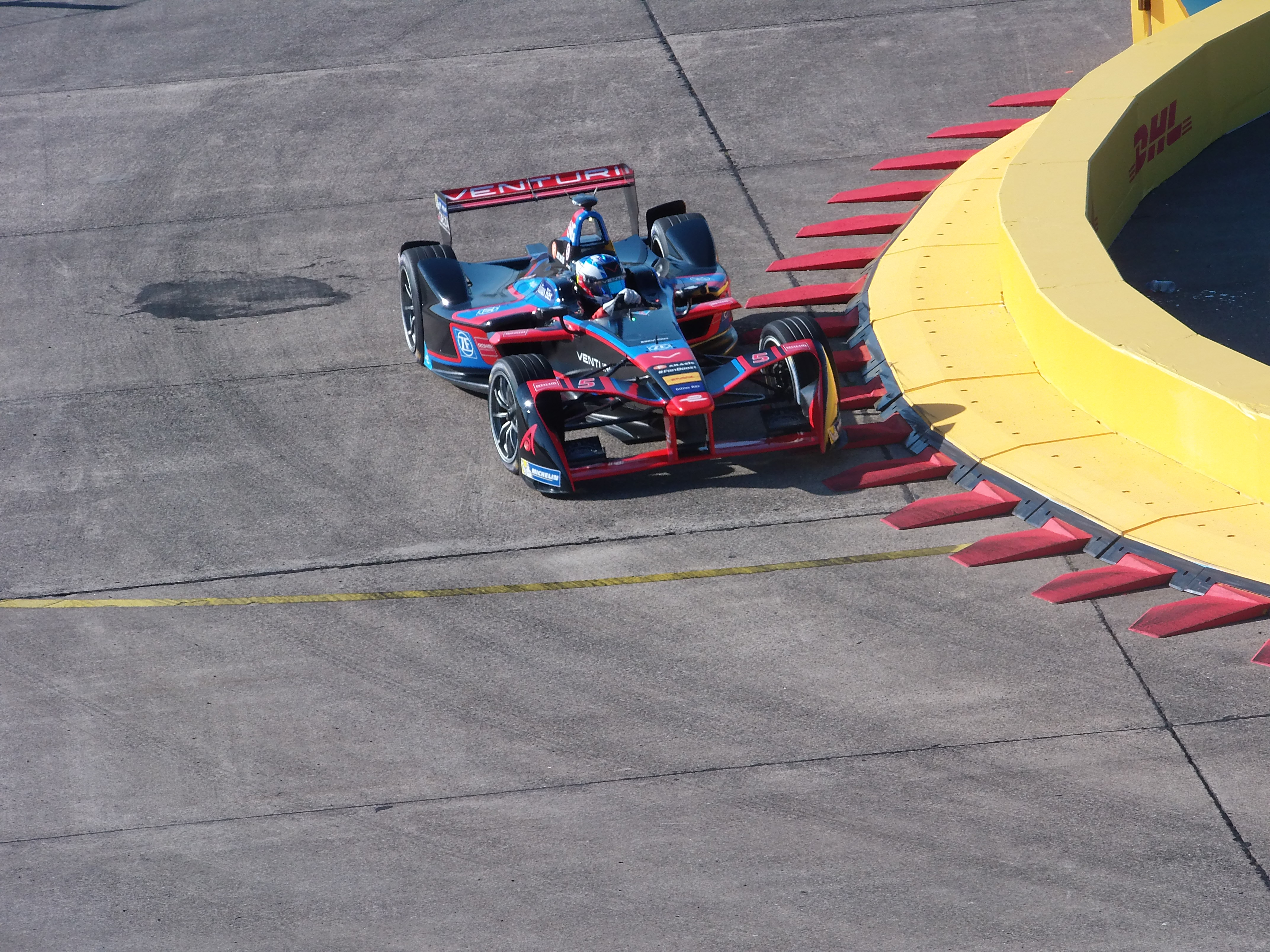
Engel i sin Venturi vid Formel E-loppet i Berlin 2017.